# Cenchrus brownii
Cenchrus brownii är en gräsart som beskrevs av Johann Jakob Roemer och Schult.. Cenchrus brownii ingår i släktet tagghirser, och familjen gräs. Inga underarter finns listade i Catalogue of Life.